# 田中英吉
田中 英吉（たなか えいきち、1902年6月6日 - 1983年5月20日）は、カトリック教会の司教。洗礼名は「フランシスコ・ザビエル」。カトリック高松司教区の初代司教を務めた。愛媛県戸島出身で、カトリック京都司教区の田中健一名誉司教の叔父にあたる。

## 生涯
1902年6月6日に愛媛県の戸島村(現在の宇和島市)に生まれる。1935年12月21日に司祭に叙階された。その後は高松教区の教区司祭として働き、1955年には新設されたばかりの桜町教会（香川県高松市）の初代主任司祭となった。聖堂の建設に尽力し、1957年（昭和32年）3月17日に聖堂の献堂式が行われた。その後1963年9月に桜町教会は司教座聖堂に指定され、同年10月20日に田中は教皇パウロ6世から司教に叙階された。1977年1月11日に病気のため高松教区司教の職を引退し、約7年間の闘病生活の後の1983年5月20日、香川県坂出市の聖マルチン病院で亡くなった。